# Avia BH-5
Avia BH-5 je přímým následovníkem prvních letounů továrny Avia, typu Avia BH-1 (1920) a Avia BH-3 (1921) mladých konstruktérů Pavla Beneše a Miroslava Hajna. Oproti nim byl však větší, výrazně zpevněný, aerodynamicky a technologicky lépe propracovaný. Opět šlo o celodřevěný dvoumístný letoun, oproti BH-1 exp. měl křídla kromě plátna z větší části potažená i překližkou.

## Historie
Tento sportovní dolnoplošník byl zalétán 14. června 1923. Původně jej poháněl hvězdicový šestiválec Anzani 6A3 o výkonu 51 kW/70 k. Později byl do letounu vestavěn motor Walter NZ-60, první československý motor určený především pro sportovní a školní letouny. Jednalo se o čtyřdobý zážehový vzduchem chlazený hvězdicový letecký pětiválec s rozvodem OHV (řízený vačkovým kotoučem, s jedním sacím a jedním výfukovým ventilem na válec) a tlakovým oběžným mazáním se suchou klikovou skříní. Motor poháněl přímo pravotočivou vrtuli. První český motor byl namontován do letadla Avia BH-5 dne 4. září 1923.
Na přelomu července a srpna 1923 získal svou první mezinárodní trofej a získal poprvé v historii pro československé sportovní létání mezinárodní úspěch. Zdeněk Lhota se zúčastnil ve dnech 29.7. až 1.8.1923 na tomto letadle (imatrikulace L-BOSA) mezinárodních závodů turistických letadel v Bruselu, kde se umístil jako první. Získal tak putovní "Pohár belgického krále" a cenu pro turistiku belgického Aeroklubu. Výjimečnost celého závodu pak podtrhl i král Albert I., který osobně předal Lhotovi vítězný pohár. Cestu tam a zpět vykonal vzduchem. Let zpět prolétl Zdeněk Lhota s mezipřistáním v Mohuči průměrnou rychlostí 138 km/h, což byl v roce 1923 zajímavý výkon nejen v kategorii sportovních letounů. Československá sportovní letadla Avia tím vstoupila úspěšně na mezinárodní kolbiště.
Ve stejném roce 1923 ještě zvítězila Avia BH-5 v kategorii D v závodě o cenu Presidenta republiky a továrna získala i peněžitou odměnu ve výši 5000 Kč.
Na základě těchto úspěchů a účasti na podzimních manévrech armády v září 1923 se o letoun začala zajímat i armáda. Byla to osvědčená praxe z doby před první světovou válkou, kdy zejména francouzští letečtí konstruktéři se snažili tímto způsobem prosadit svá letadla u armády. V roce 1923 se to podařilo také Avii a po provedení vojenských zkoušek objednalo MNO sérii nepatrně upravených Avií BH-9, BH-10 a později ještě BH-11, které byly úspěšné v mnoha domácích i mezinárodních závodech a při rekordních a propagačních letech. Samotnou Avii BH-5, která byla vyrobena pouze v jednom kusu, po ukončení zkoušek armáda odkoupila a zařadila do svého stavu jako cvičný a kurýrní letoun.
Letoun byl s úspěchem vystaven i na mezinárodní letecké výstavě v Praze v roce 1924.

## Vzpomínkové akce
V roce 2007 představila Historická letka republiky Československé ve vzduchu věrnou repliku Avie BH-5, vybavenou originálním motorem Walter NZ-60. V roce 2008 pak členové této organizace zopakovali vítězný let do Bruselu z roku 1923, tentokrát ve skupině s Avií BH-1. Při této příležitosti Avii BH-5 pilotoval Milan Mikulecký, a Avii BH-1 Marcel Sezemský, kvůli závadě na doprovodném vozidle technické podpory se Avia BH-5 vrátila do České republiky na palubě letounu Lockheed C-130 Hercules Belgického letectva.

## Specifikace

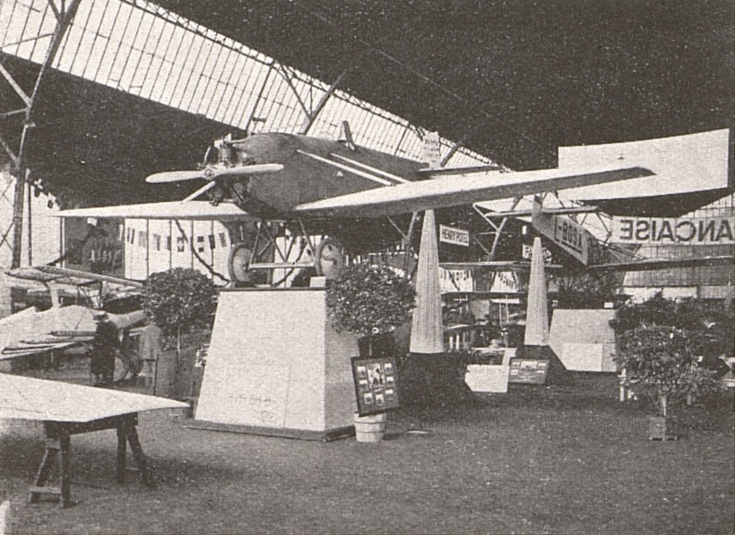
Avia BH-5 (L-BOSA) na letecké výstavě v Praze (1924)

Data dle

### Technické údaje
- Osádka: 1+1
- Rozpětí: 9,7 m
- Délka: 6,56 m
- Nosná plocha: 13,52 m2
- Hmotnost prázdného letounu: 337 kg
- Vzletová hmotnost: 575 kg
- Pohonná jednotka: 1 × hvězdicový motor Walter NZ-60
- Výkon pohonné jednotky: 60–70 k

### Výkony
- Maximální rychlost: 210 km/h
- Dostup: 2200 m
- Dolet: 500 km